# Kungsvillan
Kungsvillan är en byggnad på Vanäs udde i Karlsborg. Byggnaden, som uppfördes 1823 för kungafamiljen, är byggnadsminne sedan den 21 juni 1984.
Anläggningen omfattar huvudbyggnaden Kungsvillan, två före detta tjänstebostäder med tillhörande uthus samt det närmast omgivande markområdet, som delvis har karaktären av park. Byggnaderna omges mestadels av tät uppvuxen lövskog och syns knappt från vare sig vägen eller vattnet.
Kungsvillan med köksbyggnad utgör en betydelsefull del av fästningsmiljön, trots läget utanför fästningsvallarna. Vanäs udde gavs tidigt karaktär av park och villan omges av lummig lövträdsvegetation.

## Historia
Den så kallade Kungsvillan är uppförd 1823 för kungafamiljen i samband med anläggandet av Karlsborgs fästning. Ritningen är signerad av O. J. Södermark och B. E. Franc-Sparre, vilka båda var verksamma vid fästningsbygget. Villan förlades i förnäm avskildhet utanför fästningsmurarna på Vanäs udde. Den ägdes av kungafamiljen fram till 1910 och inreddes därefter till officersbostäder och senare till disponentbostad åt Vanäsverken. Villan är numera privatägd.

## Beskrivning
Kungsvillan är uppförd av tegel i en våning med förhöjt mittparti om två våningar. Fasaderna är trots tegelstommen klädda med ljusgulmålad locklistpanel och har pilastrar mellan fönstren. Dessa är försedda med senare tillkomna grönmålade fönsterluckor. Byggnaden har skiffertäckt sadeltak utom över mittpartiet, där taket är platt och omges av en träbalustrad.
Marken öster om Kungsvillan utgörs av en halvrund grusplan, en grusgång leder härifrån till Kungens kök – byggnaden strax norr om Kungsvillan, och vidare till de övriga byggnaderna. Andra gångar utgör infart/utfart till gårdsplanen i dess nordöstra och sydöstra hörn. På Kungsvillans västra sida finns en halvcirkelformad gräsmatta omgärdad av en häck. Den sluttande terrängen bakom huset har här byggts upp till en plan terrass som avgränsas av en halvcirkelformad stenmur strax bakom häcken. Från entrén på villans baksida löper en stenlagd gång tvärs över gräsmattan och genom häcken, den fortsätter via trappor av sten och en grusad gång ned till Vätterns strand där den ansluter till en brygga av trä med vitmålade sittbänkar och räcken.
Norr om Kungsvillan ligger det samtida så kallade Kungens kök – en envånings gulfärgad träbyggnad byggd av timmer, klädd med ljusmålad locklistpanel och med tämligen brant tegeltak. Huset är byggt i en sluttning och dess norra del står på en uppmurad källare med ingång på gaveln. Huset inrymmer en gammal spismur med en gigantisk murad spiskåpa från tiden då huset fungerade som Kungsvillans köksbyggnad. Köket har senare ombyggts med en "modernare" vedspis. Interiören är på det hela välbevarad och vindsvåningens kammare i stor utsträckning ursprungliga. Husets stomme lär liksom Kungsvillans bestå av en korsvirkeskonstruktion vilket även gäller vindskamrarnas putsade innerväggar. På vinden finns för övrigt intressanta takfönster i form av takpannor av glas.
Nedanför sluttningen, strax norr om Kungens kök ligger Vallmästarebostaden, ursprungligen en tjänstebostad och senare uthyrd som privatbostad. Det är ett lågt gulfärgat envåningshus med papptäckt tak. Vinden är oinredd, men bottenvåningen har välbevarade interiörer från omkring 1920 med bland annat pärlspontpaneler och ett intakt kök från tiden.
Nordost om Vallmästarebostaden ligger ett uthus som bland annat använts som båthus, eventuellt kan det identifieras som en byggnad benämnd "materialbod" på en relationsritning från 1918. Det är en enkel byggnad i panelklädd stolpverkskonstruktion med rester av en ljust, grågrön fasadkulör.
Två avträden tillhörande Kungens kök respektive Vallmästarebostaden står i skogskanten strax väster om husen. Båda är gulfärgade byggnader med liggande spontpanel och pappklädda flacka tälttak. Köksbyggnadens avträde är mindre, och dörr och fönster har dekorativa spröjsningar och överstycken i snickarglädjestil, Vallmästarebostadens avträde är större och saknar utsmyckning förutom en ventilationshuv på taket.